# Erodium laciniatum
Erodium laciniatum — вид рослин родини геранієві (Geraniaceae).

## Опис
Однорічна або дворічна рослина. Стебла до 75 см, прямовисні або стеляться, щетинисто-колючі. Листя перисте 15-110 х 10-100 мм, з рясними волосками, еліптичні або обернено-яйцюваті. Квіткові парасольки з 3-10 квітами. Пелюстки 7-13 мм, фіолетові або бузкові. Цвіте з січня по травень.

## Поширення
Північна Африка: Алжир; Єгипет; Лівія; Марокко; Туніс. Азія: Кувейт; Саудівська Аравія; Афганістан; Кіпр; Єгипет — Синай; Іран; Ірак; Ізраїль; Йорданія; Ліван; Сирія; Туреччина; Пакистан. Південна Європа: Албанія; Греція [вкл. Крит]; Італія [вкл. Сардинія, Сицилія]; Мальта; Португалія [пд.]; Гібралтар; Іспанія [вкл. Канарські острови].